# Euplectrus taiwanus
Euplectrus taiwanus är en stekelart som beskrevs av Jinhaku Sonan 1942. Euplectrus taiwanus ingår i släktet Euplectrus och familjen finglanssteklar.
Artens utbredningsområde är Taiwan. Inga underarter finns listade i Catalogue of Life.